# 董正之
董正之（1910年3月12日—1989年12月9日），諱正，字正之。遼寧省瀋陽市人。民國37年（1948年）在遼寧省選區當選第一屆立法委員。

## 生平[1][2][3][4][5][6]
- 國立中山大學法學院畢業、東北義勇軍第十三路秘書長
- 廣州日報編輯
- 武功縣銀行經理
- 遼寧省三民主義青年團秘書
- 國立中央大學、交通大學、海洋學院、中央警官學校、私號之銘傳商專教授
- 中國佛教會常務理事（1975年－1978年）
- 民國七十八年（1989年）十二月九日凌晨往生